# Jeerk
Jeerk är en stepprytmgrupp från Göteborg som startades 2002.
Gruppen har uppträtt bland annat i Allsång på Skansen, EM-invigningen i Göteborg 2006, Melodifestivalen 2006, Bingolotto och Let's Dance.
JEERK har haft egna shower där numren består av stepp, sång, musik och rytmer av olika slag. Showerna "The JEERK Show", "Overload" och "The Ultimate Rock&Rhythm Show" har visats på Göteborgsoperan och Restaurang Trädgårn i Göteborg.
Showen Best Of kommer att visas på Storan i Göteborg och på Nalen i Stockholm.

## Medlemmar
- Johan Regnell
- Johan Erixzon
- BoBo Eriksson
- Niklas Karlsson
- Thomas Bergstig